# Ibara
Ibara (jap. 井原市 Ibara-shi) – miasto w Japonii, w południowej części wyspy Honsiu, w prefekturze Okayama.

## Położenie
Leży w południowo-zachodniej części prefektury. Graniczy z:
- Kasaoka
- Sōja
- Takahashi
- Fukuyama

## Historia
Prawa miejskie otrzymało 30 marca 1953 roku.

## Demografia
W 2005 miasto liczyło 45 107 mieszkańców.